# Granice (Kobylec)
Granice – część wsi Kobylec w Polsce, położona w województwie małopolskim, w powiecie bocheńskim, w gminie Łapanów.
W latach 1975–1998 Granice należały administracyjnie do województwa tarnowskiego.